# Circuit de Motocròs de Lleida
El Circuit de Motocròs de Lleida, conegut també com a Circuit Municipal de Motocròs de Rufea i Circuit El Segre de Rufea, és el circuit de motocròs municipal de Lleida.

## Geografia
Està ubicat a l'oest del terme de Lleida, a la partida de Rufea, a tocar dels Aiguamolls de Rufea. S'hi arriba seguint el Camí de Rufea, que neix just al final de l'avinguda de l'exèrcit de Lleida. És situat a 128,7 msnm a la seva part més baixa, a l'est, i a 131,0 msnm a la més alta, a l'oest del traçat, amb una orografia pràcticament plana; a excepció feta dels obstacles artificials instal·lats a pista.

## El traçat i les instal·lacions
Ofereix una longitud de 1.580 metres. Disposa d'una recta de 90 metres, amb una configuració de deu corbes de dretes i sis d'esquerres. Disposa d'infermeria, una zona de dutxes,serveis públics, Bars, sala de reunions i sala de cronometratge.

## Les curses
Traçat amb dilatada història, s'hi disputa des de mitjans dels anys 90 el trofeu Ciutat de Lleida, puntuable per al campionat de Catalunya. Actualment, el circuit segueix gestionat i explotat pel Motoclub Segre, qui hi afegeix millores any rere any.